# 피터 아이젠먼

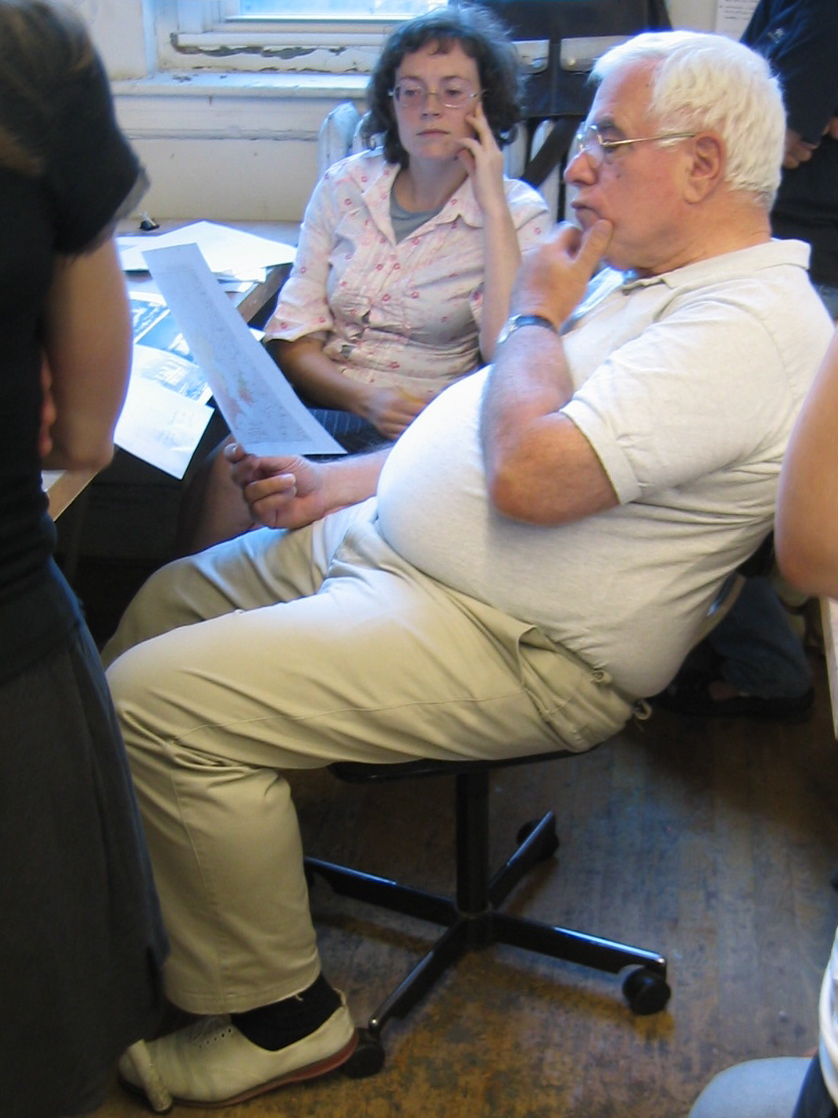
피터 아이젠먼

피터 아이젠먼(Peter Eisenman, 1932년 8월 11일 ~ )은 미국의 건축가이다. 코넬 대학교에서 학사, 컬럼비아 대학교 건축대학원에서 석사 학위를 받았다.
하버드 대학교, 프린스턴 대학교, 오하이오 주립 대학교의 교수를 역임했다. 현재는 예일 대학교의 교수이다.

## 주요 작품
- 오하이오 주립 대학교 웩스너 센터(Wexner Center for the Arts, 1989년)
- 그레이트 콜럼버스 컨벤션 센터 (1989년)
- 학살된 유럽 유대인을 위한 기념비 (2004년)
- 유니버시티 오브 피닉스 스타디움 (2006년)